# Stathmostelma stipitatum
Stathmostelma stipitatum är en oleanderväxtart som beskrevs av Goyder. Stathmostelma stipitatum ingår i släktet Stathmostelma och familjen oleanderväxter. Inga underarter finns listade i Catalogue of Life.